# (33001) 1997 CU29
(33001) 1997 CU29 (con la designación provisional 1997 CU29) es un objeto clásico del cinturón de Kuiper, o cubewano. Tiene un perihelio de 41.6 UA y un afelio de 45.1 UA. (33001) 1997 CU29 tiene un diámetro aproximado de 280 km. Fue descubierto el 6 de febrero de 1997 por David C. Jewitt, Jane X. Luu, Chad Trujillo y Jun Chen en el Observatorio de Mauna Kea, Hawái.